# 格雷森冰原島峰
76°47′S 143°38′W / 76.783°S 143.633°W
格雷森冰原島峰（英語：Grayson Nunatak）是南極洲的冰原島峰，位於瑪麗伯德地，處於克拉米冰原島峰以西6公里，屬於福特山脈的一部分，由美國研究隊發現和繪入地圖，現時由南極條約體系管理。